# Kościół św. Ducha w Brudzewie
Kościół świętego Ducha – rzymskokatolicki kościół filialny należący do parafii św. Mikołaja w Brudzewie (dekanat kościelecki diecezji włocławskiej), wykorzystywany jest jako kaplica przedbogrzebowa.

## Historia
Kościół powstał jako kościół szpitalny przy szpitalu ufundowanym w 1546 roku przez Mikołaja Jaranda Brudzewskiego. Kościół został wybudowany w stylu barokowym około 1680 roku z fundacji Wojciecha Radolińskiego. Nadano mu wezwanie Świętego Ducha i Jakuba Apostoła. Wokół kościoła znajdował się cmentarz. W 1680 roku Radoliński podarował także kościołowi monstrancję.
W 1855 roku kościół został zamknięty, otwarto go ponownie po dziesięciu latach. W 1868 roku doszło do zawalenia się zachodniej fasady kościoła, podczas odbudowy zdecydowano się na skrócenie budowli od strony zachodniej i obniżenie jej, nadając jej charakter kaplicy. Podczas II wojny światowej w kościele mieli być przez pewien czas przetrzymywani francuscy jeńcy wojenni, podczas wojny zburzono również dzwonnicę i ogrodzenie kościoła. Kościół był remontowany w 1951 i 2000 roku.

## Architektura i wyposażenie
Kościół wzniesiono na rzucie prostokąta, z krótkim, zamkniętym wielobocznie prezbiterium. Jest to budowla jednonawowa. Przy prezbiterium, od strony północnej, umieszczona jest zakrystia sklepiona kolebkowo z lunetami. Nad nawą zawieszony jest drewniany chór.
Do najcenniejszych zabytków znajdujących się we wnętrzu kościoła należą m.in. wczesnobarokowy ołtarz główny, wykonany w I połowie XVII wieku, ozdobiony rzeźbami Matki Boskiej z Dzieciątkiem oraz ambonę z około połowy XVII wieku. W kościele znajduje się także obraz świętej Jadwigi z przełomu XVIII i XIX wieku oraz rokokowa chrzcielnica z końca XVIII wieku.